# Principado de Piombino
O Principado de Piombino foi um estado da península Itálica, que desde 1398 existiu como um senhorio independente. Em 1594 foi elevado a principado, até que, em 1801, as tropas de Napoleão Bonaparte destronaram o último dos duques soberanos (António II Boncompagni-Ludosivi) sendo o estado então integrado ao Reino da Etrúria.
Em 1805, Napoleão incluiu-o no Principado de Luca e Piombino, atribuído à sua irmã, Elisa Bonaparte. Por fim, em 1815, o Congresso de Viena, separou Piombino de Luca, e integrou-o definitivamente no Grão-ducado da Toscana.

## História
Em 19 de fevereiro de 1399, Gerardo Appiano cedeu Pisa (cuja família possuía desde 1292), aos Visconti de Milão por 200.000 florins, mas reservou para si e seus sucessores Piombino, Populonia, Suvereto, Scarlino, Buriano, Badia al Fango e as ilhas de Pianosa, Montecristo e Elba. Esta foi a origem de um novo principado soberano de que Piombino se converteu na capital.
Gerardo edificou a sua residência na Piazzarella (actual Piazza Bovio de Piombino) e, ao morrer, em 1405, deixou os seus estados a seu filho menor Jaime II (Iacobo II Appiano) sob regência de sua mãe, Paola Colonna. Durante os anos seguintes, a política dos Appiano orientou-se numa aliança defensiva com a República de Florença, depois com a República de Siena, regressando por fim à órbita de Florença.
A Jaime II sucede o filho, Emanuel I  e, posteriormente, a sua irmã Catarina e o marido desta, o condottiero Reinaldo Orsini. Em 1447, é construído il Rivellino, um torreão defensivo, dado o previsível ataque do seu cunhado Emanuel que se aliara a Afonso V, rei de Aragão e de Nápoles, que, no ano seguinte, dirigiu um assédio a Piombino, com a ajuda florentina e sienesa. Depois de quatro meses de inúteis tentativas, o cerco foi levantado e Orsini continuou a governar o senhorio até morrer.
De regresso aos seus estados, Emanuel Appiano governou em aliança com os napolitanos, aliança mantida pelos seus descendentes, incentivando também a indústria e a construção de novos edifícios. A Jaime III, sucedeu o filho, Jaime IV, que, entre 1501 e [153, perdeu os seus estados para César Bórgia que se converteu no novo senhor de Piombino. Com a morte do papa Alexandre VI, pai de César Bórgia, este perdeu o poder e Piombino regressa à família Appiano, que hospedaram Nicolau Maquiavel e Leonardo da Vinci. Leonardo levou a cabo muitos estudos sobre a cidade e fez uma multitude de desenhos, dando vida a projectos que nunca chegaram a realizar-se.
Em 1509, Jaime IV, para maior segurança, coloca o seu estado sob protecção imperial, reclamando a sua investidura como príncipe ao imperador Maximiliano I. A Jaime IV sucede Jaime V e, depois, Jaime VI que teve de abandonar o Piombino, cedido pelo imperador Carlos V a Cosme I de Médici, dado que o imperador estava preocupado com os ataques turcos à ilha de Elba, mal defendida pelos Appiano. Cosme I, que ambicionava aumentar os seus domínios, deveria defender as costas toscana, com a preparação de uma forte frota. Entre 1548 e 1557, o principado pertenceu aos Médici. Em 1553, uma frota franco-otomana atacou a cidade e Cosme I, depois da guerra contra Siena, dos ataques franco-turcos e da relativa vitória da armada toscano-imperial, renunciou a Piombino em troca de Siena e de Cosmopoli (actual Portoferraio).
Durante a menoridade do herdeiro dos Appiano, Jaime VII, temeu-se a anexação espanhola, perigo que se repetiu com a morte do jovem príncipe em 1602. Iniciou-se, assim, um período extremamente agitado em que a influência espanhola fez-se sentir. A irmã de Jaime VII, Isabel Appiano, casada com um nobre espanhol, até que é deposta por uma revolta alimentada pelos Habsburgo e Médici em 1628.
Após alguns anos debaixo do domínio espanhol, em 1634 o principado foi entregue a Nicolau Ludovisi, familiar de Isabel Appiano, politicamente próximas dos Habsburgo. Pela extinção dos Ludovisi, o governo do principado passou para os seus herdeiros, a família Boncompagni. Durante a Guerra de Sucessão de Espanha o principado foi ocupado por franceses, imperiais, espanhóis e napolitanos. A paz trouxe o regresso da família principesca ao poder.
Em 1796, as invasões regressaram, desta vez pelas tropas revolucionárias francesas (que implantaram uma efêmera república). Por vontade de Napoleão Bonaparte, em 23 de junho de 1805, os territórios de Piombino, juntamente com os de Luca, constituíram um novo estado, o Principado de Luca e Piombino, que foi entregue à sua irmã Elisa Bonaparte e ao marido Félix Baciocchi, que promulgaram importantes reformas legislativas.
Após a queda de Napoleão, o Congresso de Viena sancionou o fim do principado como estado soberano, cujo território foi anexado pelo Grão-ducado da Toscana.

## Lista de governantes

### Senhores de Piombino (famílias Appiani e Habsburgo)
- Jaime I (Iacopo I Appiani)

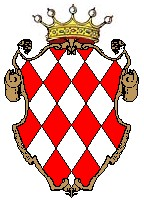
Brasão da família Appiani

- Gerardo (Gherardo Appiani) 1399–1404
- Jaime II (Iacopo II Appiani) 1404–1441
- Paula (Paola Appiani Colonna) 1441–1445
- Catarina (Caterina Appiani) 1445–1451
- Emanuel (Emanuele Appiani) 1451–1557
- Jaime III (Iacopo III Appiani) 1457–1574
- Jaime IV (Iacopo IV Appiani) 1474–1501
- César Bórgia 1501-1503
- Jaime IV (Iacopo IV Appiani) 1503–1511 (restaurado)
- Jaime V (Iacopo V Appiani) 1511–1545
- Jaime VI (Iacopo VI Appiani) 1545–1548
- Carlos I de Habsburgo 1545-1556
- Filipe I de Habsburgo 1556-1557
- Jaime VI (Iacopo VI Appiani) 1557–1585 (restaurado)
- Alexandre (Alessandro Appiani) 1585–1589

### Príncipes de Piombino (famílias Appiani e Habsburgo)
- Jaime VII (Iacopo VII Appiani) 1589–1603
- Carlos II (Carlo II Appiano) 1603
- Rodolfo de Habsburgo, 1603–1611
- Isabel (Isabella Appiani) 1611–1628
- Filipe II de Habsburgo, 1628–1634

### Príncipes de Piombino (família Ludovisi e Boncompagni-Ludovisi)

Brasão dos Ludovisi

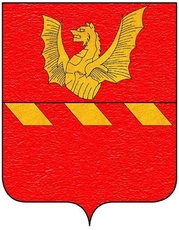
Brasão dos Boncompagni-Ludovisi

- Nicolau I (Niccolò I Ludovisi) 1634–1664, genro de Isabel
- João Baptista (Giovanni Battista Ludovisi) 1664–1699
- Nicolau II (Niccolò II Ludovisi) 1699–1700, sob regência de sua mãe Ana Maria Arduino
- Olímpia (Olimpia Ludovisi) 1700
- Hipólita (Ippolita Ludovisi) 1701–1733, co-regente com o seu marido
  - Gregório (Gregorio Boncompagni) 1701-1707
- Leonor (Eleonora Boncompagni-Ludovisi) 1733–1745, co-regente com o seu tio e marido
  - António I (Antonio I Boncompagni)  1707-1721
- Caetano (Gaetano Boncompagni-Ludovisi) 1745–1777
- António II (Antonio II Boncompagni-Ludovisi) 1778–1801, deposto, morre em 1805
  - 1801-1803 - integrado no Reino da Etrúria
  - 1803-1805 - ocupação pelo Império Francês
  - 1805-1814 - junta-se a Lucca para constituir o novo Principado de Luca e Piombino
  - 1814-1859 - integrado no Grão-ducado da Toscana